# أدولف باش
أدولف باش (بالألمانية: Adolf Bach) (و. 1890 – 1972 م) هو أستاذ جامعي، من ألمانيا، ولد في باد امس، كان عضوًا في الحزب النازي، توفي في باد امس، عن عمر يناهز 82 عاماً.

## مناصب وهيئات
أدار جامعة بون.

## جوائز
حصل على جوائز منها:
- قائد فرسان من وسام استحقاق جمهورية ألمانيا الاتحادية.

## روابط خارجية
- أدولف باش على موقع مونزينجر (الألمانية)